# Pfarrkirche St. Justina Assling

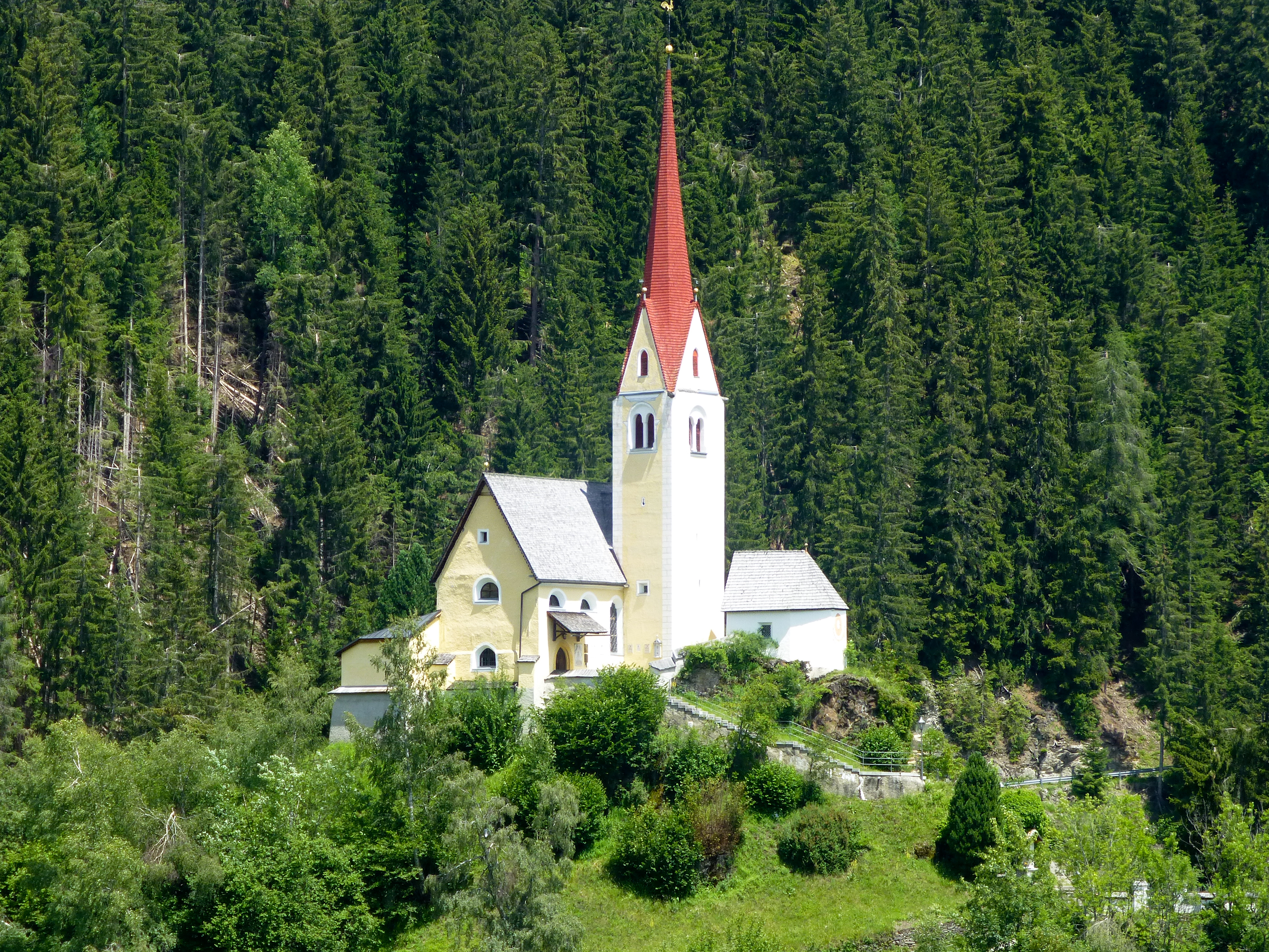
Katholische Pfarrkirche hl. Justina in St. Justina

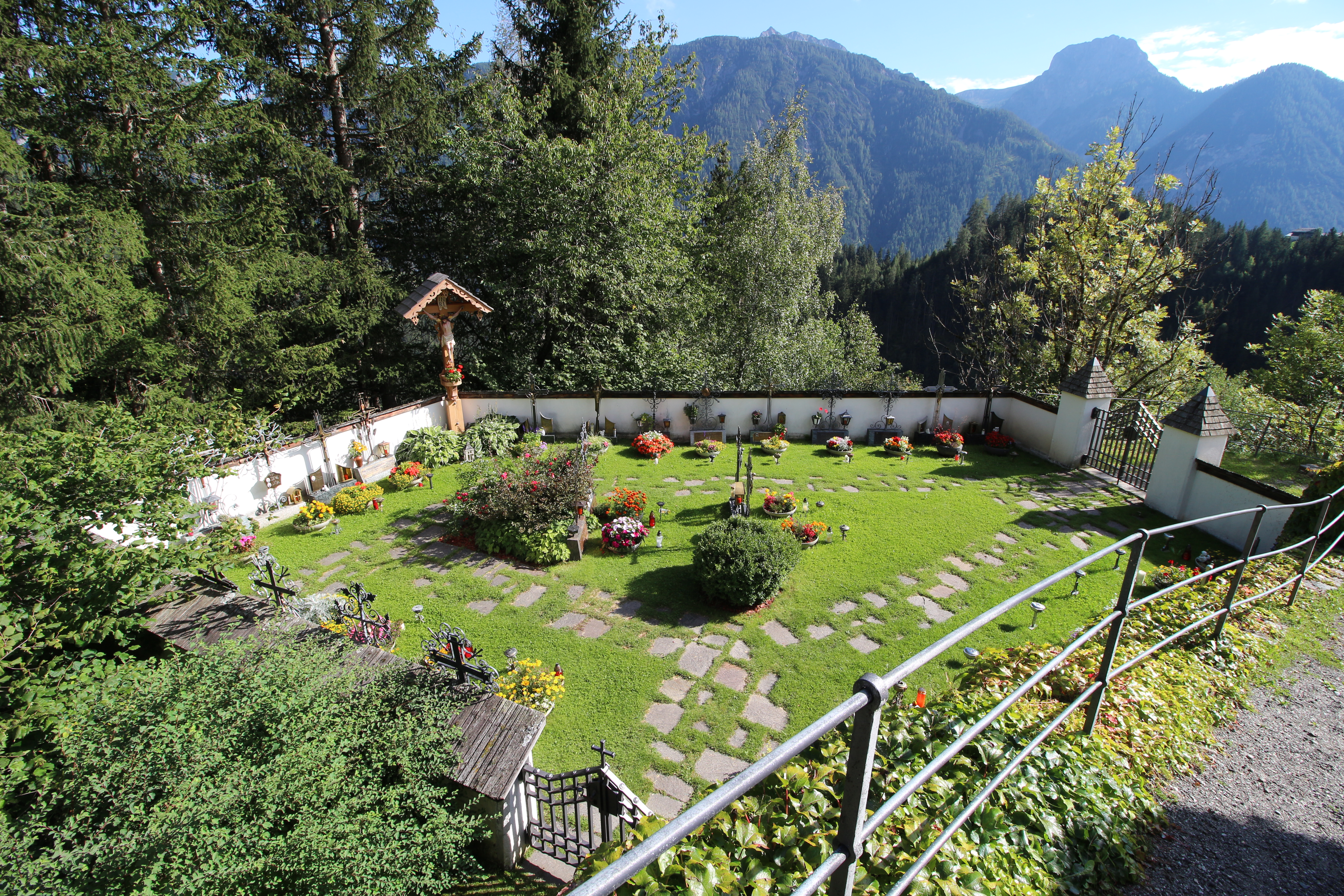
Kirchfriedhof St. Justina

Die Pfarrkirche St. Justina Assling steht einsam und exponiert auf einem hoch aufragenden Felshügel in St. Justina in der Katastralgemeinde Burg-Vergein in der Gemeinde Assling im Bezirk Lienz im Bundesland Tirol. Die dem Patrozinium hl. Justina von Padua unterstellte römisch-katholische Pfarrkirche gehört zum Dekanat Lienz der Diözese Innsbruck. Die Kirche steht unter Denkmalschutz (Listeneintrag).

## Geschichte
In der zweiten Hälfte des 12. Jahrhunderts wurde eine Kirche genannt. Die Kirche war mit der Pfarrkirche Assling dem Augustiner-Chorherrenstift Neustift bei Brixen inkorporiert. 1891 wurde die Kirche zur Pfarrkirche erhoben.
Die gotische Kirche wurde 1630 umgestaltet und 1633 neu geweiht.

## Architektur
Der im Kern gotische Kirchenbau mit einem Südturm steht umgeben von einem ummauerten Friedhof in einer prachtvollen erhöhten Lage.
An das Langhaus unter einem steilen Satteldach schließt ein polygonaler Chorschluss unter einem abgewalmten Dach an. An der Nord- und Südseite gibt es gotische spitzbogige gekehlte Portale. Der Turm hat romanisierte gekoppelte Schallfenster und trägt einen polygonalen Spitzhelm. Der Turm zeigt an der Ostseite das Fresko hl. Christophorus 1513, am unteren Bildrand steht in arabischer Kufa-Schrift Glück Glück Glück.
Das Kircheninnere zeigt ein einschiffiges vierjochiges Langhaus, der Triumphbogen ist spitzbogig und im oberen Bereich gekehlt. Die Empore auf Säulen und hat eine geschwungene Brüstung. Der einjochige Chor hat eine Dreiseitschluss. Langhaus und Chor haben Stichkappengewölbe auf flachen Pilastern, die gotischen Rippen wurden entfernt. Das gotische Sakristeiportal ist spitzbogig. Die Fenster haben abgesetzte Rundbogen. Es gibt auch Lunettenfenster.
Die Glasmalereien zeigen neobarocke Darstellungen Herz Jesu und Herz Mariä ausgeführt von der Tiroler Glasmalerei 1909. Die Gewölbemalereien, im Chor Anbetung des Allerheiligsten und seitlich im Camaieustil Moses und Aaron, im Langhaus Enthauptung der hl. Justina, Maria mit Kind mit den Heiligen Justina und Laurentius über der Landschaft von Burg-Vergein und seitlich in Medaillons die Evangelisten, unter der Empore Schutzengel, an der Brüstung König David und musizierende Engel, alles gemalt von Christoph Brandstätter der Jüngere um 1830/1840.

## Ausstattung
Der Hochaltar aus 1760/1762 mit einem Aufbau mit Säulen, Gebälkstücken, im Aufsatz mit Voluten, Putti, Engelsköpfen und Madonnenstatue. Die seitlichen Opfergangsportale zeigen Gitterwerkornament und Vasen. Der Hochaltar zeigt das Altarbild Enthauptung der hl. Justina als Kopie des Altarbildes hl. Agnes von Christoph Unterberger im Dom zu Brixen von Johann Mitterwurzer. Die Statuen der Heiligen Augustinus, Laurentius, Helena und Rupert schuf Johann Paterer.
Der spätgotische Flügelaltar als Seitenaltar von Friedrich Pacher aus dem Ende des 15. Jahrhunderts zeigt an den Flügeln außen vier Szenen aus der Leidensgeschichte, innen vier Szenen aus der Legende der Heiligen Justina und Cyprian, an den Standflügeln Justina und Laurentius, im Schrein steht eine Statue hl. Justina um 1430.
Die Orgel entstand 1924.